# Franco Cucinotta
Franco Cucinotta (né en Italie à Novara di Sicilia le 22 juin 1952) est un joueur de football italien, qui évoluait au poste d'attaquant.

## Biographie
Franco Cucinotta a joué toute sa carrière en Suisse du côté du FC Lausanne-Sport, du FC Sion, du FC Chiasso ou encore du Servette FC.
Tandis qu'il jouait avec le club du FC Zurich, Cucinotta fut meilleur buteur de la C1 1977, avec cinq buts lors de la compétition.